# التا، تالویک
التا، تالویک (به لاتین: Alta-Talvik) یک منطقهٔ مسکونی در نروژ است که در ISO 3166-2:NO واقع شده‌است.